# Krombia pulchella
Krombia pulchella is een vlinder uit de familie van de grasmotten (Crambidae). De wetenschappelijke naam van de soort is voor het eerst gepubliceerd in 1949 door Hans Georg Amsel.

## Ondersoorten
- Krombia pulchella pulchella Amsel, 1949
- Krombia pulchella farsella Amsel, 1961

## Verspreiding
De soort komt voor in Iran.